# 圣欧班德格鲁瓦
圣欧班德格鲁瓦（法語：Saint-Aubin-des-Grois，法語發音：[sɛ̃.t‿obɛ̃ de ɡʁwa] ⓘ）是法国奥恩省的一个旧市镇，属于莫尔塔涅欧佩什区。2016年1月1日，圣欧班德格鲁瓦和相邻的另外5个市镇合并为新市镇佩尔什昂诺塞（Perche en Nocé）。

## 地理
圣欧班德格鲁瓦（48°21'35"N, 0°38'57"E）面积3.98 平方千米，位于法国诺曼底大区奧恩省，该省份为法国西北部内陆省份，北起顺时针与卡爾瓦多斯省、厄尔省、厄尔-卢瓦省、萨尔特省、马耶讷省和芒什省接壤。
与圣欧班德格鲁瓦接壤的市镇（或旧市镇、城区）包括：圣让德拉福雷、达姆玛丽、佩尔什昂诺塞、普雷欧迪佩尔什、圣西尔拉罗西耶尔。

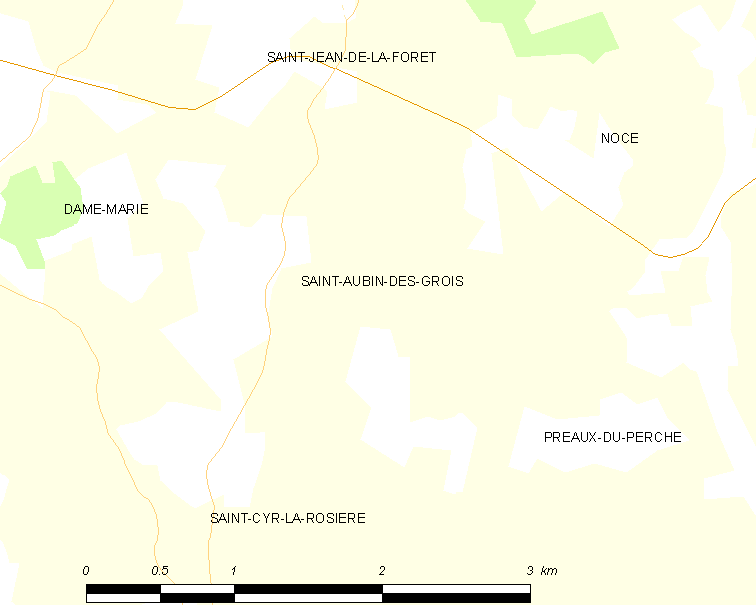
圣欧班德格鲁瓦的OSM定位图

圣欧班德格鲁瓦的时区为UTC+01:00、UTC+02:00（夏令时）。

## 行政
圣欧班德格鲁瓦的邮政编码为61340，INSEE市镇编码为61368。

## 政治
圣欧班德格鲁瓦所属的省级选区为布勒通塞勒县。

## 人口

1962-2008年间圣欧班德格鲁瓦人口变化图示

圣欧班德格鲁瓦于2018年1月1日时的人口数量为58人。